# Hotter than July
| 전문가 평가                   | 전문가 평가 |
| 평가 점수                     | 평가 점수   |
| 출처                          | 점수        |
| ----------------------------- | ----------- |
| AllMusic                      | [ 3 ]       |
| Christgau's Record Guide      | A−          |
| Rolling Stone                 | [ 1 ]       |
| The Rolling Stone Album Guide | [ 5 ]       |
| Sounds                        | [ 6 ]       |

《Hotter than July》은 1980년 9월 29일, 모타운의 타말라 레코드로 발매된 미국의 음악가 스티비 원더의 열아홉 번째 스튜디오 음반이다. 플래티넘 인증을 받았고, 미국 빌보드 차트에서 3위에 올랐다. 이 음반은 영국에서 가장 성공적인 음반으로, 2위에 정점을 찍고 10위 안에 드는 싱글 4개를 만들었고, 첫 번째, 세 번째, 네 번째 싱글은 뮤직 비디오와 함께 발매되었다. 《Hotter than July》는 1982년 아메리칸 뮤직 어워드에서 가장 좋아하는 솔/알앤비 음반 후보에 올랐다.

## 배경
《빌보드》 차트 5위 안에 든 싱글 〈Send One Your Love〉가 단 한 곡으로 발매된 그의 마지막 음반 《Journey Through the Secret Life of Plants》의 상업적 실패는 스티비 원더로 하여금 새로운 10년을 맞이하면서 고군분투하게 만들었다. 그는 모타운이 음반을 잘 홍보하지 못했다는 느낌을 언론에 알렸다. 1980년 저메인 잭슨의 동명 음반, 그리고 에릭 머큐리와 함께 〈Let's Get Serious〉 곡을 공동 작곡할 때 〈You Are My Heaven〉이라는 곡으로 바쁘게 지냈고, 이는 애틀랜틱 레코드에서 로버타 플랙과 도니 해서웨이의 성공을 이끌었다. 이 격변의 시기 동안 그는 B.B. 킹, 제임스 테일러, 퀸시 존스, 스모키 로빈슨의 다른 음반들에도 게스트 아티스트로서의 수요가 있었다.
원더는 마침내 《Hotter than July》이라는 제목의 새 음반을 만들기 시작했다. 밥 말리와의 만남에서 레게 음악에 대한 사랑에 영감을 받은 원더는 1979년 필라델피아 흑인음악협회에서의 공연 이후 첫 트랙인 〈Master Blaster (Jammin')〉를 쓰도록 격려받았다. 녹음 세션은 주로 로스엔젤레스의 원더랜드 스튜디오 (원더가 최근에 인수)에서 진행되었으며, 그는 새 음반의 작곡, 프로듀싱, 편곡 작업을 담당하게 되었다.
밥 말리의 음악이 점점 인기를 얻고 전쟁에 대한 분명한 메시지에서 영감을 받은 〈Master Blaster (Jammin')〉 (미국 5위, 알앤비 1위)는 말리를 기리는 원더의 방식이었다. 컨트리 주제인 〈I Ain't Gonna Stand for It〉 (미국 11위, 알앤비 4위), 발라드 〈Lately〉 (미국 64위), 낙관적인 〈Happy Birthday〉는 이 음반에서 또 다른 주목할 만한 성공작이었다. 영국에서는 4개의 싱글이 모두 10위 안에 들었고, 첫 번째와 마지막 발매는 차트에서 2위에 올랐다.
두 번째 트랙인 〈All I Do〉는 원래 1966년 10대 원더와 협력자 클래런스 폴과 모리스 브로드낵스에 의해 쓰여졌다. 타미 테렐은 그 해 이 곡의 원곡을 녹음했으나, 그녀의 버전은 그녀가 죽은 지 32년 만인 2002년 영국에서 편집된 《A Cellarful of Motown!》에 사후에 포함될 때까지 그녀의 생전에 발매된 적이 없고, 모타운 금고에 남아 있었다. 브렌다 할로웨이는 2005년 자신의 《Motown Anthology》에서 발매된 버전도 녹음했다. 마이클 잭슨, 에디 레버트, 오제이스의 월터 윌리엄스, 베티 라이트가 원더 음반에 수록된 이 곡의 백킹 보컬을 제공했다. 갭 밴드의 찰리와 로니 윌슨은 〈I Ain't Gonna Stand for It〉의 보컬을 맡았다. 원더의 전 아내인 시리타는 또한 〈As If You Read My Mind〉에 참여한다.
《Songs in the Key of Life》와 《Innervisions》와 같은 원더의 이전 작품들에 대한 폭넓은 비판의 갈채에도 불구하고, 《Hotter than July》는 1977년 이전의 모타운 판매 레코드가 미국 음반 산업 협회의 감사를 받지 않았기 때문에 플래티넘 지위를 받을 수 있는 그의 첫 번째 음반이었다.

## 곡 목록
모든 곡들은 특별한 언급이 없는 한 스티비 원더에 의해 작사/작곡하였다.
| #  | 제목                               | 작사·작곡                                   | 재생 시간 |
| -- | ---------------------------------- | ------------------------------------------- | --------- |
| 1. | 〈Did I Hear You Say You Love Me〉 |                                             | 4:07      |
| 2. | 〈All I Do〉                       | 스티비 원더, 클래런스 폴, 모리스 브로드낵스 | 5:06      |
| 3. | 〈Rocket Love〉                    |                                             | 4:39      |
| 4. | 〈I Ain't Gonna Stand for It〉     |                                             | 4:39      |
| 5. | 〈As If You Read My Mind〉         |                                             | 3:37      |

| #  | 제목                         | 재생 시간 |
| -- | ---------------------------- | --------- |
| 1. | 〈Master Blaster (Jammin')〉 | 5:07      |
| 2. | 〈Do Like You〉              | 4:25      |
| 3. | 〈Cash in Your Face〉        | 3:59      |
| 4. | 〈Lately〉                   | 4:05      |
| 5. | 〈Happy Birthday〉           | 5:57      |

## 인증
| 국가                                                  | 인증        | 판매량/출하량 |
| ----------------------------------------------------- | ----------- | ------------- |
| 오스트레일리아 (ARIA)                                 | 3× 플래티넘 | 210,000^      |
| 캐나다 (뮤직 캐나다)                                  | 2× 플래티넘 | 200,000^      |
| 프랑스 (SNEP)                                         | 골드        | 100,000*      |
| 일본 (오리콘 차트)                                    | —           | 73,000        |
| 네덜란드 (NVPI)                                       | 골드        | 50,000^       |
| 뉴질랜드 (RMNZ)                                       | 플래티넘    | 15,000^       |
| 영국 (BPI)                                            | 플래티넘    | 500,000       |
| 미국 (RIAA)                                           | 플래티넘    | 1,000,000^    |
| 요약                                                  |             |               |
| 전 세계                                               | —           | 3,000,000     |
| *판매량을 기반으로 한 인증 ^출하량을 기반으로 한 인증 |             |               |